# Awghanis
Els awghanis foren un tribu mongola o turco-mongola establerta al Kirman en temps del kan Abaka quan governava Kirman el kara-khitai Jalal al-Din Surghatmish, i tenien una missió de protecció; amb el temps es van multiplicar i van esdevenir propers. Sultan Shah Jahan ibn Surghatmish (1304-1318) es va casar amb una dona de les tribus i d'aquesta unió va néixer Khan Qutlugh (o Qutlugh Khatun), anomenada “la mare de reis” [Ummu’s-Salatin] que fou esposa (1328) de Mubariz al-Din Muhàmmad quan encara només era governador de Yadz i Maybud, i a través d'ella va entrar en contacte amb la tribu awghani; després una princesa awghani es va casar amb l'hereu Shah Shuja.

## Rebel·lions permanents
El muzaffàrida Mubariz al-Din Muhàmmad, al qui fou cedit el Kirman el 1340, va trobar la tribu dels awghani o avgani establerta a la zona. El 1341 va concedir a les tribus molts beneficis que van augmentar el seu poder, però es van revoltar contínuament i especialment els awghanis que eren desobedients i deslleials. La tribu jurma, amb el mateix origen, en canvi se li va mostrar lleial i la va distingir amb una insígnia especial mentre ordenava combatre els awghanis que anaven manats per Amir Dawlatshah, el qual fou apressat i executat junt amb set altres amirs. Però poc després els awghanis i els jurmes es van aliar i van començar a saquejar la província i Mubariz va haver de tornar a Kirman. Les dues forces es van trobar a la plana de Khawun (de situació desconeguda) i inicialment els awghanis foren derrotats però quan les forces de Mubariz es dedicaven a saquejar les despulles els derrotats van retornar i van atacar derrotant a les forces de Mubariz; ell mateix va patir set ferides i quasi va perdre la vida. Ritus idolatres i sacrificis imitació dels mongols van permetre a Mubariz fer declarar als doctors del islam que aquestes tribus eren infidels i se’ls havia de combatre en guerra santa (i que ell mateix era un ghazi o campió de la fe).
Mubariz al-Din Muhàmmad i l'injúida de Fars Abu Ishak van fer un tractat en el qual el principal objectiu era impedir que els awghanis fessin cap incursió a Shiraz. Però Abu Ishaq secretament els donava suport per debilitar als muzaffàrides. Això va provocar la ruptura formal entre les dues dinasties i l'injúida va enviar dos mil homes per ajudar els awghanis manats per l'amir Sultanshah Jandar. Aquest, amb els awghanis, va avançar cap a Kirman (ciutat) però Mubariz els va poder mantenir a distància d'uns 20 km. Abu Ishaq va enviar a Sayyid Sadr al-Din a Kirman per negociar i finalment es va poder acordar la pau. No trobant ningú per donar-los suport, els awghani es van sotmetre i en un dia van rebre cent vestits honorífics mentre alguns dels seus amirs es van incorporar a la cort a Kirman. No obstant no gaire després alguns amirs i caps awghanis foren morts acusats de traïció i de conspirar amb Muhammad Beg, cunyat del cobànida Malik Ashraf. Tots aquests fets van passar entre 1343/1344 i 1347/1348.
El 1348 Abu Ishaq va intentar recaptar impostos a Jandar i Ormuz i altres llocs, en la zona d'influència dels muzaffàrides, i va enviar a l'amir Sultanshah Jandar, que va obtenir l'aliança dels awghanis per la seva missió. Però ja en marxa aquesta Abu Ishaq va intentar enviar tropes per atacar Kirman. No consta però que l'exèrcit injúida actués i realment només s'informa de combats menors i batudes i saquejos dels awghanis que van continuar fins que va arribar la primavera. A mesura que avançava l'estiu, Jandar es van retirar a la regió més fresca i els amirs awghanis i d'altres tribus mongoles van haver de fer la seva submissió i entre aquestes tribus, la dels nawruzis, que sempre havia estat lleial i pacífica. Mubariz al-Din els va garantir la seva seguretat.
El 1353 Mubariz al-Din va entrar a Shiraz i va concedir el govern del Kirman al seu fill Shah Shuja, que inicialment va concedir el seu favor a les tribus mongoles. L'abril del 1354 Mubariz al-Din va sortir cap a l'Iraq Ajamita acompanyat del seu fill Shah Shuja amb contingents awghanis, jurmes i àrabs vinguts de Kirman. Però al arribar a Shahr-i-Babak els awghanis i els jurmes van desertar. Un intent dels injúides de recuperar Shiraz, dirigit per Imad al-Din Mahmud i l'amir Salgharshah, nebot d'Abu Ishak, va probar de comptar amb la col·laboració dels awghanis i jurmes als que van cridar per unir-se a les seves forces que estaven a Darabjir, però Shah Shuja els va atacar i els va posar en fuita. Des de la deserció de Shahr-i-Babak, Shah Shuja els va retirar el favor i quan va tornar de la campanya amb el seu pare, les tribus, per por, es van retirar a les muntanyes; pressionats durament van suplicar i obtenir el perdó.
El 1356 tornaven a estar revoltats. El 3 de desembre de 1358 Shah Shuja, que acabava d'assolir el poder enderrocant al seu pare Mubariz al-Din, va sortir cap a Kirman per castigar els rebels awghanis i jurmes. Va passar per Bam, Jiraft i Manujan. Va derrotar els awghanis dels que va matar a gran nombre però aquests es van reagrupar i van presentar batalla, però després de lluitar van acabar demanant la pau. Els fou acordada però no van respectar la treva pactada i Shah Shuja va ordenar el saqueig de les seves possessions. Els awghanis van demanat a Khwaja Shams al-Din Muhammad d'intercedir i amb la mediació del Shaykh al-Islam Sadr al-Din Abdul-Aziz (un descendent de Burhan al-Aqtab Shaykh Shihab al-Din Turayashti), van aconseguir el perdó a canvi de prometre obediència.
El 1364, Shah Shuja va perdre Shiraz però va poder conservar el Kirman després de derrotar una rebel·lió allí. Quan va intentar recuperar Shiraz, el mateix 1364, els contingents awghanis i jurmes li van retirar el suport i va haver de desistir. El 1365 Shah Shuja va decidir fer una campanya per obligar-los a obeir. S'havien retirat a les muntanyes esperant la oportunitat favorable per lluitar. La campanya va ser un èxit i els awghanis van quedar assetjats; van demanar ajut a Shah Mahmud i van rebre suport de Shah Yahya i d'altres amirs de tribus mongoles. Shah Shuja havia estat atacat per dolor al peu i altres dolors i va efectuar una retirada no gaire lluny d'on estaven els awghanis. Aquests van pensar que es retirava i van atacar però Shah Shuja va tornar enrere i va caure sobre ells i els va infringir una derrota completa. Molts es van sotmetre, inclòs el seu cap Surghatmish que s'havia refugiat junt amb Daud el Gúrida al Qara-i-Sulaymani, un castell que dominaven des de vers el 1347 o 1348.
El 1374 el fill gran de Shah Shuja, Sultan Uways, va fer aliança amb la tribu dels awghanis i va forjar una carta falsa en nom del seu pare dirigida al rebel Pahlawan Asad, que dominava Kirman, en la qual l'intimava a entregar la regió al propi Sultan Uways. Fins i tot va començar a avançar amb els awghanis cap a Kirman però considerant que la seva acció estava condemnada al fracàs va abandonar l'exèrcit i es va dirigir a Esfahan amb el seu oncle Shah Mahmud.

## Submissió final
En l'acord de pau entre Shah Yahya de Yadz i Zayn al-Abidin Ali de Shiraz el 1385, es va incloure l'alliberament del cap dels awghanis, Amir Surghatmish que havia estat empresonat per Sha Shuja; se li va permetre reunir-se amb la seva tribu. El governador de Kirman, Sultan Ahmad, des que va arribar al territori el 1384, va mostrar molt de favor al cap dels jurmes, Amir Muhammad Jurma'i, que ja abans l'havia servit fidelment, i va empresonar al cap awghani Amir Takur. Els amirs awghanis estaven en una condició miserable i sense un líder per lo que quan va arribar Surghatmish al Garmsir els amirs li van donar suport. Amir Muhammad Jurma’i va informar del fet a Ahmad, que va sortir amb un exèrcit de Kirman en direcció al Garmsir, on se li van unir un nombre de guerrers que foren rebuts amb honors, i es va dirigir cap a Chahar Gunbad, on se li van unir mes forces, ara dels jurmes, dirigides per Amir Muhammad i altres amirs. Surghatmish va enviar exploradors a esbrinar informació correcte sobre aquest exèrcit però van caure a mans d'un destacament de l'exèrcit d'Ahmad i foren aniquilats. Surghatmish es va retirar del Garmsir cap a Tarim deixant al seu germà Jamshid al castell d'Arzu. En una carta, Nasr, el governador de Sirjan, va prometre ajut a Surghatmish, però fou interceptada per Ahmad que va fer matar el fill del governador, Ali ibn Nasr; després va anar a Sirjan, va ocupar la ciutat i va confiscar les possessions del traïdor. Un parell de dies després Ahmad va assetjar el castell d'Arzu que va dominar sense molta dificultat i va fer matar algunes persones fetes presoneres enviant a Jamshid en cadenes amb els caps dels executats, cap a Kirman. El 1385/1386 va arribar a Kirman (ciutat) un enviat de Tamerlà de nom Mawlana Qutb al-Din, portant garantia del conqueridor en el favor i l'amistat amb la dinastia i llavors Sultan Ahmad va acordar llegir la khutba amb el nom de Tamerlà i també encunyar moneda amb el seu nom. Amir Surghatmish va aprofitar aquesta circumstància per demanar ajut a Shiraz, oposat al reconeixement de Tamerlà; el govern de Shiraz li va enviar forces sota comandament de Pahlawan Zayn al-Din Shahr-i-Babaki. Amir Muhammad Jurma’i va informar a Ahmad, que desitjava marxar contra Surghatmish personalment però fou dissuadit i es va haver d'acontentar en acompanyar una força manada per Pahlawan Ali Qurchi, considerat el guerrer més rude i valent de l'exèrcit de Kirman. Una batalla va tenir lloc en la qual Amir Muhammad Jurma’i va matar a Surghatmish en combat singular d'un cop de la seva maça, i els guerrers awghani en veure això es van desbandar i desmoralitzar i foren derrotats amb grans pèrdues en morts i presoners. Sultan Ahmad va nomenar aleshores a Pahlawan Ali Qurchi governador dels awghanis.
Amb això els awghani pràcticament desapareixen de la història. Se sap que van servir a Sultan Baiazid ibn Uways quan des de Luristan es va dirigir a Kirman, però en un moment en què tot el país estava desorganitzat i ja sense capacitat de tenir incidència militar (1387).